# Hurley (CDP, New York)
Pour les articles homonymes, voir Hurley.
Hurley est une census-designated place du comté d'Ulster, dans l'État de New York, aux États-Unis,. En 2020, elle compte une population de 3 346 habitants.